# Amin al-Hamawi
Amin Raafat Ali al-Hamawi (arabisch أمين الحموي; * 17. Dezember 2003) ist ein irakisch-schwedischer Fußballspieler.

## Karriere

### Verein
Aus der Jugend von Helsingborgs IF wechselte er im März 2022 fest in die erste Mannschaft, wurde aber erst einmal an Torns IF verliehen, wo er bis zum vorzeitigen Ende seiner Leihe in der Ettan Södra elf Einsätze hatte und hierbei sieben Tore erzielte. Aufgrund seiner guten Leistungen holte ihn Helsingborgs zeitweise zurück und so kam er als Einwechselspieler im Juni 2022 zu seinem Debüt in der Allsvenskan. Er schaffte jedoch nicht, seiner Mannschaft zum Klassenerhalt zu verhelfen, was den Abstieg in die zweite Liga zur Folge hatte. In der Superettan gehörte er in der Spielzeit 2023 zur Stammbesetzung und konnte mit seinen fünf Toren seinen Klub gerade so vor dem erneuten Abstieg retten. Sein Vertrag wurde jedoch nicht verlängert, womit er seit Anfang 2024 vereinslos ist.

### Nationalmannschaft
Im Mai 2022 debütierte er mit zwei Freundschaftsspieleinsätzen für die irakische U23. Nach weiteren Freundschaftsspielen im Oktober 2023 gehörte er dann auch zum Kader bei der Asienmeisterschaft 2024, wo er fünf von sechs möglichen Partien zum Einsatz kam. Durch den Sieg über Indonesien im Spiel um den dritten Platz gelang dem Irak die Qualifikation für das Fußball-Turnier der Olympischen Spiele 2024.
Sein Debüt für die A-Nationalmannschaft gab er am 7. September 2023 bei einem 2:2 (5:4 nach Elfmeterschießen) im Freundschaftsspiel gegen Indien, in dem er zur zweiten Halbzeit für Ali Hussein eingewechselt wurde. Direkt danach folgte am 10. September noch ein Freundschaftsspieleinsatz gegen Thailand.